# Oxystophyllum subsessile
Oxystophyllum subsessile là một loài thực vật có hoa trong họ Lan. Loài này được (Schltr.) M.A.Clem. mô tả khoa học đầu tiên năm 2003.